# میدان نفتی ابوذر

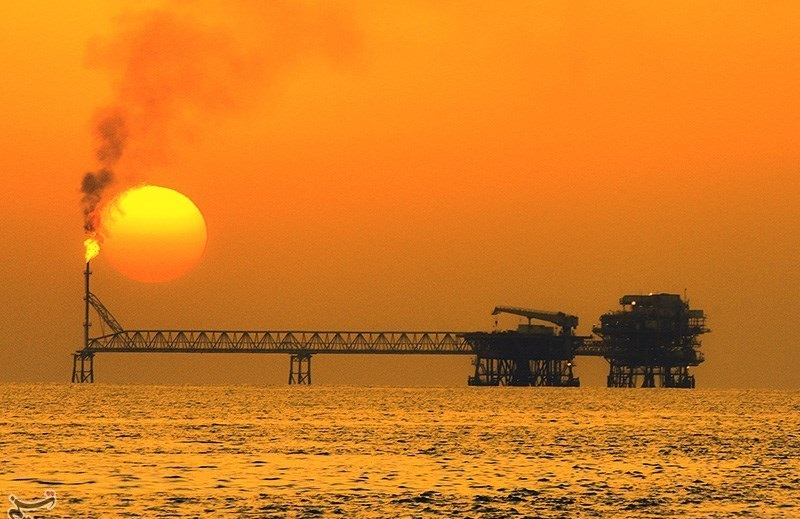
سکوی نفتی ابوذر واقع در اطراف جزیره خارگ

میدان نفتی ابوذر (نام پیشین: میدان نفتی اردشیر) از میدان‌های نفتی ایران است، که در استان بوشهر و در ۷۵ کیلومتری غرب جزیره خارگ، شامل سه سکوی اصلی بهره‌برداری می‌باشد و هر یک به ظرفیت تولید روزانه ۸۰ هزار بشکه نفت است و در مجموع روزانه ۱۹۵ تا ۲۲۰ هزار بشکه نفت از این میدان تولید می‌شود.
در میدان ابوذر تاکنون ۱۰۷ حلقه چاه نفت حفاری شده‌است که از این تعداد، ۶۷ حلقه چاه در حال بهره‌برداری است و ۴۰ حلقه چاه دیگر نیز به دلیل قدیمی بودن و مسائل فنی تولیدی نیستند. هم‌اکنون بیش از ۱۰۰ نفر روی سکوهای میدان نفتی ابوذر در خلیج فارس کار می‌کنند و بیشترین تولید نفت کشور در خلیج فارس از این میدان صورت می‌گیرد.
بر اساس برآوردها، حدود ۴ میلیارد بشکه نفت خام درجا در مخزن این میدان وجود دارد که ۲۰ درصد آن قابل برداشت است. در مجموع ۹ سکوی اقماری از نوع چاهی در منطقه ابوذر وجود دارد که با سه سکوی بهره‌برداری به ۱۲ سکو می‌رسد. ظرفیت کنونی تولید از میدان نفتی ابوذر، ۲۴۰ هزار بشکه در روز است.

## خسارات وارده در زمان جنگ
در آبان‌ سال ۱۳۶۴ سکوی ابوذر مورد حمله قرار گرفت که منجر به آتش‌سوزی و انهدام سکوهای استراحت و شماره ۱۱ شد که در این حوادث ۲ تن از کارکنان شرکت و چند تن از کارکنان کشتی بدر به شهادت رسیدند.
- در تاریخ ۱۳۶۵.۹.۲۶ سکوهای میدان ابوذر دوباره مورد تهاجم هوایی  واقع شدند که در این حادثه نیز تعدادی از شناورهای خدماتی مورد اصابت قرار گرفته و علاوه بر وارد شدن خسارات مالی، کارکنان به شهادت رسیدند.
- به دکل حفاری مورب ابوذر ۱۰۰ درصد و تأسیسات خشکی این میدان ۴۰ درصد خسارت وارد آمد. به سه سکوی بهره‌برداری، سکوی مسکونی و سکوهای چاه‌ها و پل‌های رابط ابوذر طی حملات رژیم بعثی ۱۰۰ درصد خسارت وارد آمد و در نتیجه انهدام کامل تأسیسات آن، تولید این میدان متوقف شد.
به‌دلیل تعدد چاه‌ها در سکوی ابوذر و وجود مقدار زیادی گاز، همه چاه‌های ابوذر در سال ۱۳۶۲ به روش تزریق سیمان ایمن‌سازی شدند و در حملات دشمن به‌جز یک مورد که بلافاصله اطفا شد، آتش‌سوزی رخ نداد. اقدام‌های مربوط به نوسازی تأسیسات مجتمع نفتی ابوذر برای تولید ۱۴۰ هزار بشکه در روز از این میدان در آبان سال ۱۳۷۹ به ثمر نشست و تولید از این میدان از سر گرفته شد.